# Bildhauersymposion Lindabrunn

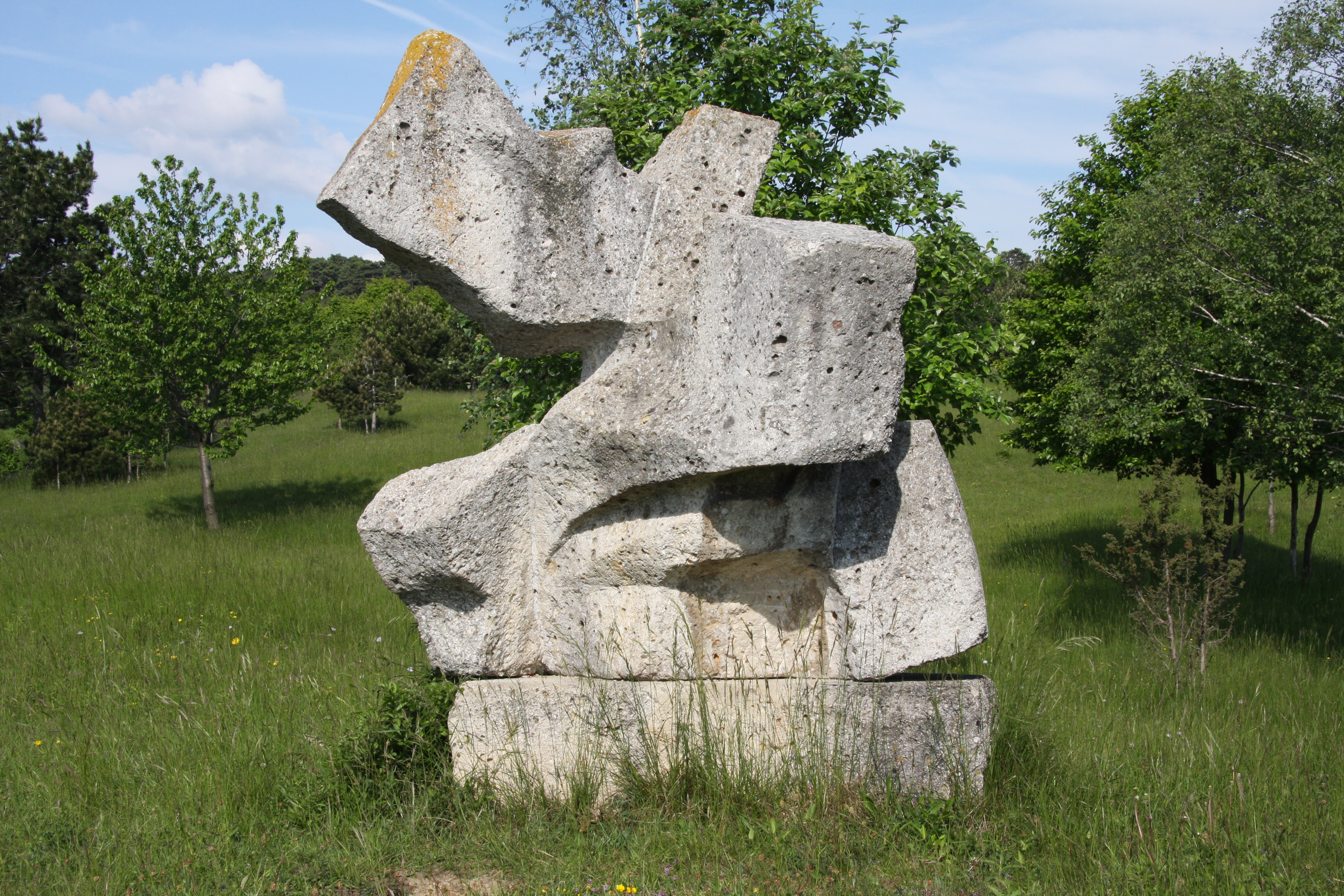
Skulptur des Bildhauers Oskar Höfinger (1968) im Skulpturenpark des Bildhauersymposions Lindabrunn

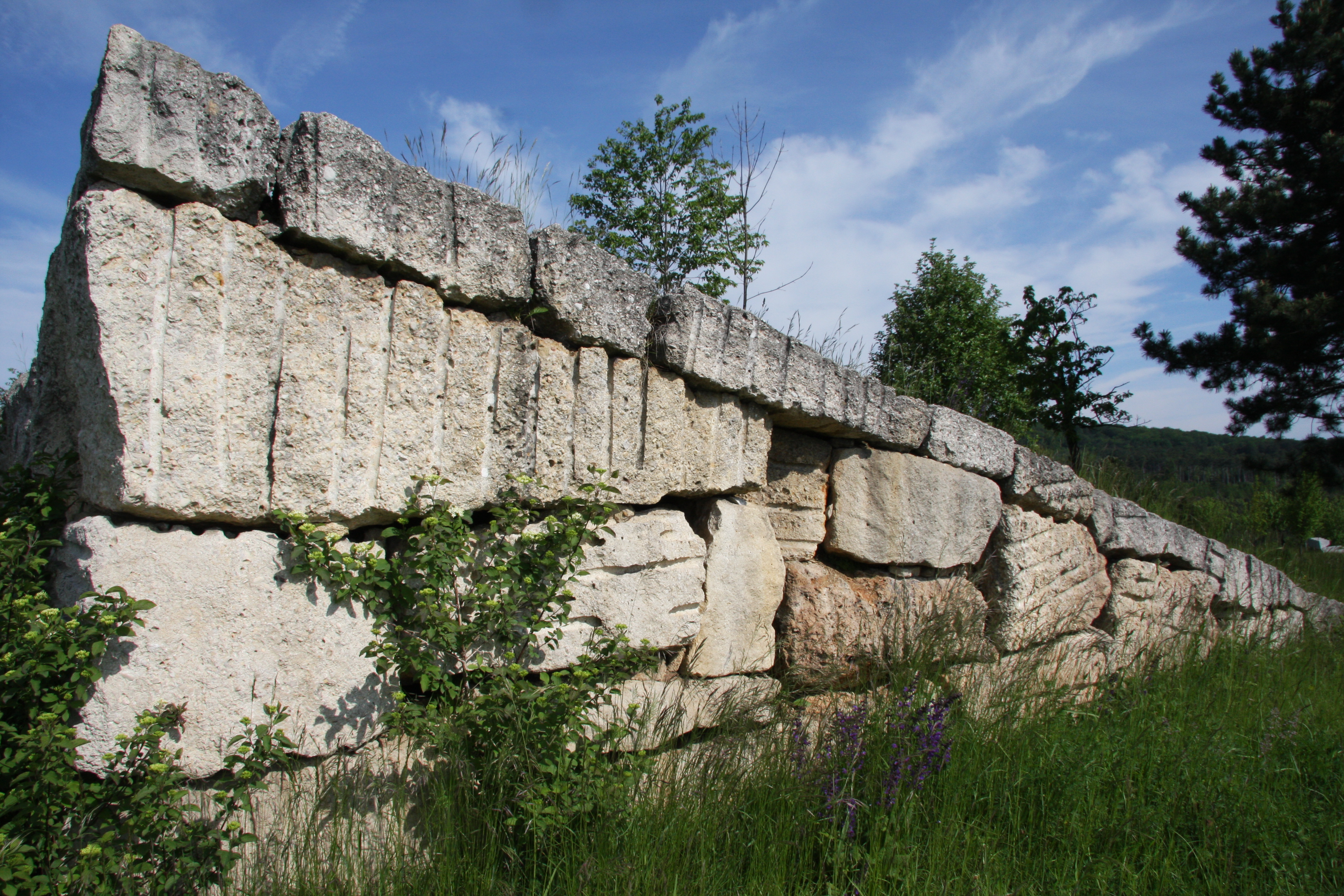
„Die Mauer“, ein Land-Art Objekt, Skulpturenpark Lindabrunn

Das Bildhauersymposion Lindabrunn fand im Jahre 1967 erstmals vor allem auf Initiative des Bildhauers Mathias Hietz und weiterer Persönlichkeiten, wie dem damaligen Bürgermeister, dem Steinbruchbesitzer des Lindabrunner Konglomerats, und österreichischer Kunstvereine statt. Dieses Bildhauersymposion in Lindabrunn in Österreich, das ursprünglich als eine einmalige Veranstaltung für österreichische Bildhauer veranstaltet wurde, wurde ab dem zweiten Jahr eine internationale Veranstaltung. Das Bildhauersymposion fand 30 Jahre lang kontinuierlich jedes Jahr bis ins Jahr 1997 statt, der Verein Symposion Lindabrunn führt die Tradition der Symposien bis heute mit einem interdisziplinären Ansatz durch jährliche Veranstaltungen weiter, insbesondere im Bereich von Medienkunst, Performance, Klangkunst und Installation.

## Gründungszeit von 1967 bis 1972
In der Anfangszeit von 1967 bis 1973 wurden von den Bildhauern auf dem Bildhauersymposion in Lindabrunn Einzelskulpturen angefertigt und auf dem Symposiongelände in Lindabrunn aufgestellt. Damit folgten sie dem Gründungskonzept des Bildhauersymposions St. Margarethen aus dem Jahre 1959, das Bildhauer zwar an einem Platz bzw. Steinbruch zusammenführte, wo aber jeder für sich seine Einzelskulptur schuf. Dies änderte sich im Verlauf des Lindabrunner Symposions in Richtung Gemeinschaftskunstwerk.

## Gemeinschaftsprojekte von 1973 bis 1979
Im Jahre 1973 wurde in Lindabrunn nach neuen Wegen gesucht. Der Symposionort war mittlerweile bekannt geworden und viele Menschen besuchten ihn nicht nur während der Symposionen, sondern auch zu anderen Anlässen. Damit drängte sich die Gestaltung des Symposiongeländes auf. Es wurde an Gemeinschaftsarbeiten gedacht, die im Rahmen einer gemeinsamen kreativen Kommunikation entstehen sollten. Zunächst wurde eine Planungsgruppe gebildet und im Verlauf des Symposions 1973 kam es zu einer kulturellen Erweiterung des Symposions durch eine Dichterlesung, ein Free-Jazz-Konzert und ein erstes Symposionfest. Ferner wurde für die Bildhauer ein Druckluftanschluss auf das Gelände geführt, damit sie auch mit maschineller Hilfe an ihren Werken aus den Konglomeratgestein arbeiten konnten.
Von 1974 bis 1984 befassten sich die Bildhauer der Lindabrunner Symposien mit der Gestaltung eines Kommunikationszentrum auf dem Symposiongelände. Weiterhin wurden auch Einzelskulpturen geschaffen, aber ab 1973 dominieren Gemeinschaftsarbeiten, wie die Land Art „Gesteinsbearbeitung“, „Gesteinsformation“, „Steinfluss“ (beide 1976), „Landschaftsteppich“ (1977) und „Säulen“ (1978).
Das bildhauerische Thema „Landschaftsgestaltung“ wurde im Jahre 1979 in Suwako in Japan durch Künstler des Symposions Lindabrunn fortgesetzt. Die Leitung dieses Symposions hatte Hidekazu Yokozawa aus Japan.
1980 wurde die Idee in anderen Orten oder in Städten Bildhauerkunst zur Platzgestaltung vorgeschlagen, fortgesetzt und erstmals eine gemeinschaftliche Planung zur Platzgestaltung in Wien-Liesing durch die Symposionteilnehmer durchgeführt.

## Vielfalt der Gestaltungsthemen ab 1981
Die Bildhauer setzten ihre Gemeinschaftsarbeiten fort, aber orientierten sich nun an Gestaltungsaufgaben auch außerhalb des Symposiongeländes. Gestaltet wurde der Spielplatz Enzesfeld-Lindabrunn 1981 und 1982, von 1983 an befassten sie sich mit der Planung und Gestaltung des Krankenhausgeländes in Baden, das im Jahr 1984 fertiggestellt wurde. Es wurde aber auch wieder die Gestaltung des Symposiongeländes in Lindabrunn in Betracht gezogen.
1985 und 1986 wurde die Gestaltung des Spielplatzes „Freizeitgelände Lindabrunn“ erarbeitet und umgesetzt.
1987 planten die Bildhauer des Symposions das Regierungsviertel der Landeshauptstadt in St. Pölten mit Skulpturen zu gestalten und 1988 schufen sie auf dem Symposiongelände eine Gemeinschaftsarbeit „Tor der Erkenntnis“, 1989 wurde eine weitere Gemeinschaftsarbeit dort mit dem Thema „Tor“ erstellt. 1990 konnte die Ortseinfahrt Enzesfeld, 1991 die Einfahrt zum Symposiongelände und die Ortseinfahrt von Enzesfeld künstlerisch gestaltet werden.
1992 fand das erste internationale Symposion in Rusovce statt, veranstaltet durch die vereinigten Symposien der Städte Bratislava, Villány und Lindabrunn, das dreimal wiederholt wurde.
1993 kam es zu einer weiteren Gemeinschaftsarbeit außerhalb des Skulpturenparks, der Gestaltung des Schlossparks Bad Vöslau mit dem Thema „Wasser“.
Im April 1994 wurden sich die Künstler erneut der Aufgabe der Gestaltung des Gesamtgeländes bewusst und errichteten auch ein Monument „Mausoleum“ im Symposiongelände und nahmen sich der Aufgabe an, den oberen Einfahrtsbereich zum Symposiongelände künstlerisch zu bearbeiten.
Aufgrund des Bekanntheitsgrades des Lindabrunner Symposions kam es zur Ausrichtung eines internationalen Studentensymposion in Lindabrunn als Folge des dritten länderübergreifenden Symposion von Rusovce, in dem Kleinplastiken erstellt wurden.
1995 wurde die Planung der Gestaltung des unteren Eingangsbereiches angefasst, um gemeinsam mit Ökologen, Landschaftsplanern und den Bildhauern ein Landschaftskonzept für das Symposiongelände zu erstellen und zu realisieren, dabei wurde auch an die Aufforstung und an Anpflanzungen gedacht. Im Jahre 1996 wurde das Konzept der unteren Einfahrt zum Symposiongelände in Stein umgesetzt.
Im Jahre 1997 kam es zur Neulandplanung des Geländes als ein Pflegekonzept des niederösterreichischen Landschaftsfonds, bei dem die traditionelle Kulturlandschaft im Bereich des Symposions Lindabrunn wiederhergestellt werden sollte.

## Teilnehmer an den Symposien

### 1967 bis 1976
1967
Das erste Symposion in Lindabrunn bestand ausschließlich aus österreichischen Bildhauer und wurde im Folgejahr international.
Es war nicht auf Kontinuität geplant.
- Mathias Hietz (Österreich)
- Franz Xaver Hauser (Österreich)
- Oskar Höfinger (Österreich)
- Kurt Ingerl (Österreich)
- Fritz Jakob (Österreich)
- Hermann Klinger (Österreich)
- Robert Mussi (Österreich)
- Jörg Schwarzenberger (Österreich)
- Hannes Turba (Österreich)

1968
Im Jahre 1968 wurde das Symposion international.
- Mathias Hietz (Österreich)
- Oskar Höfinger (Österreich)
- Carlo Canestrari (Italien)

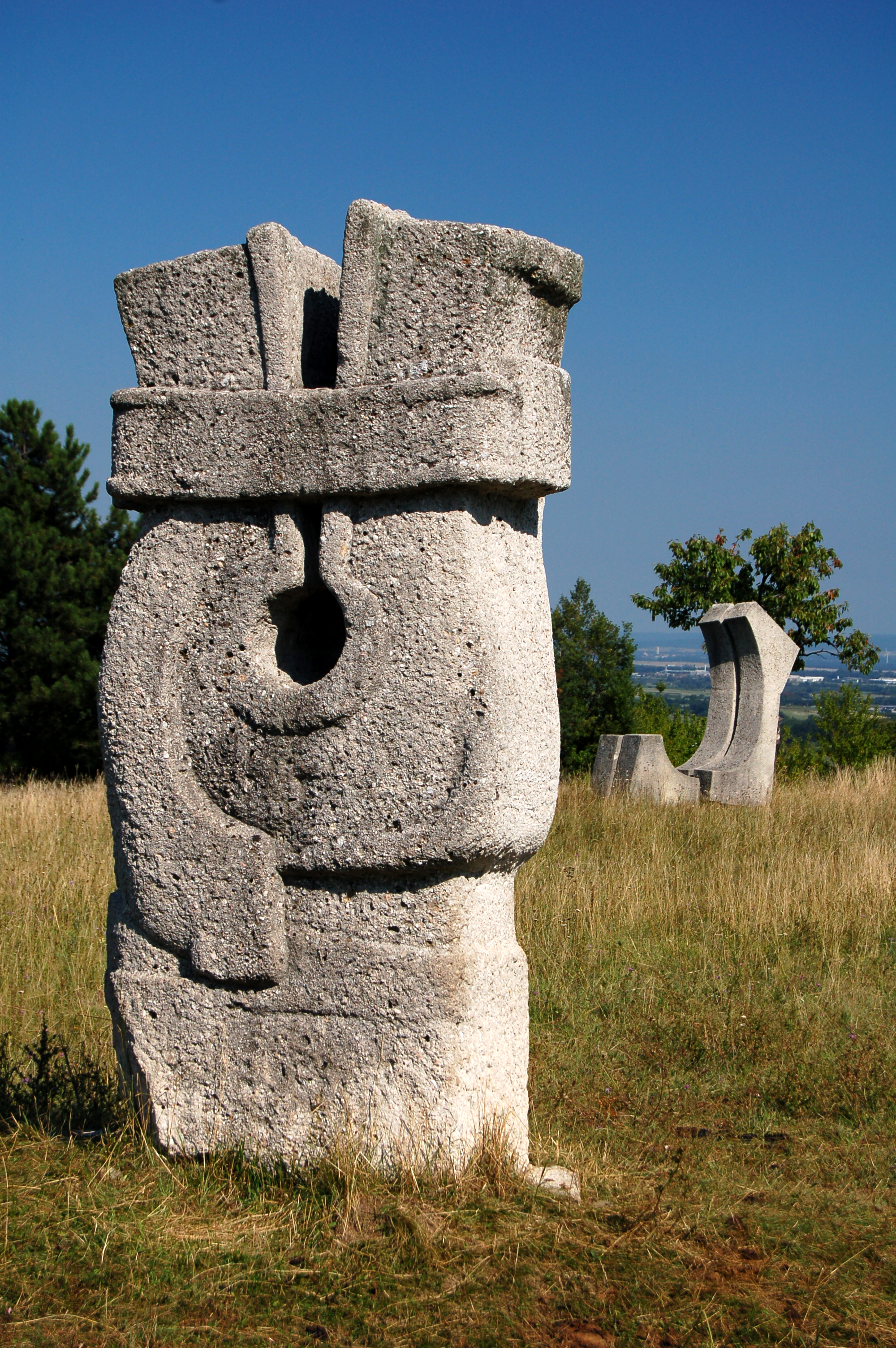
Skulptur des Japaners Takera Narita (1968),
im Hintergrund eine Skulptur von Fumihiko Takashima (1972)

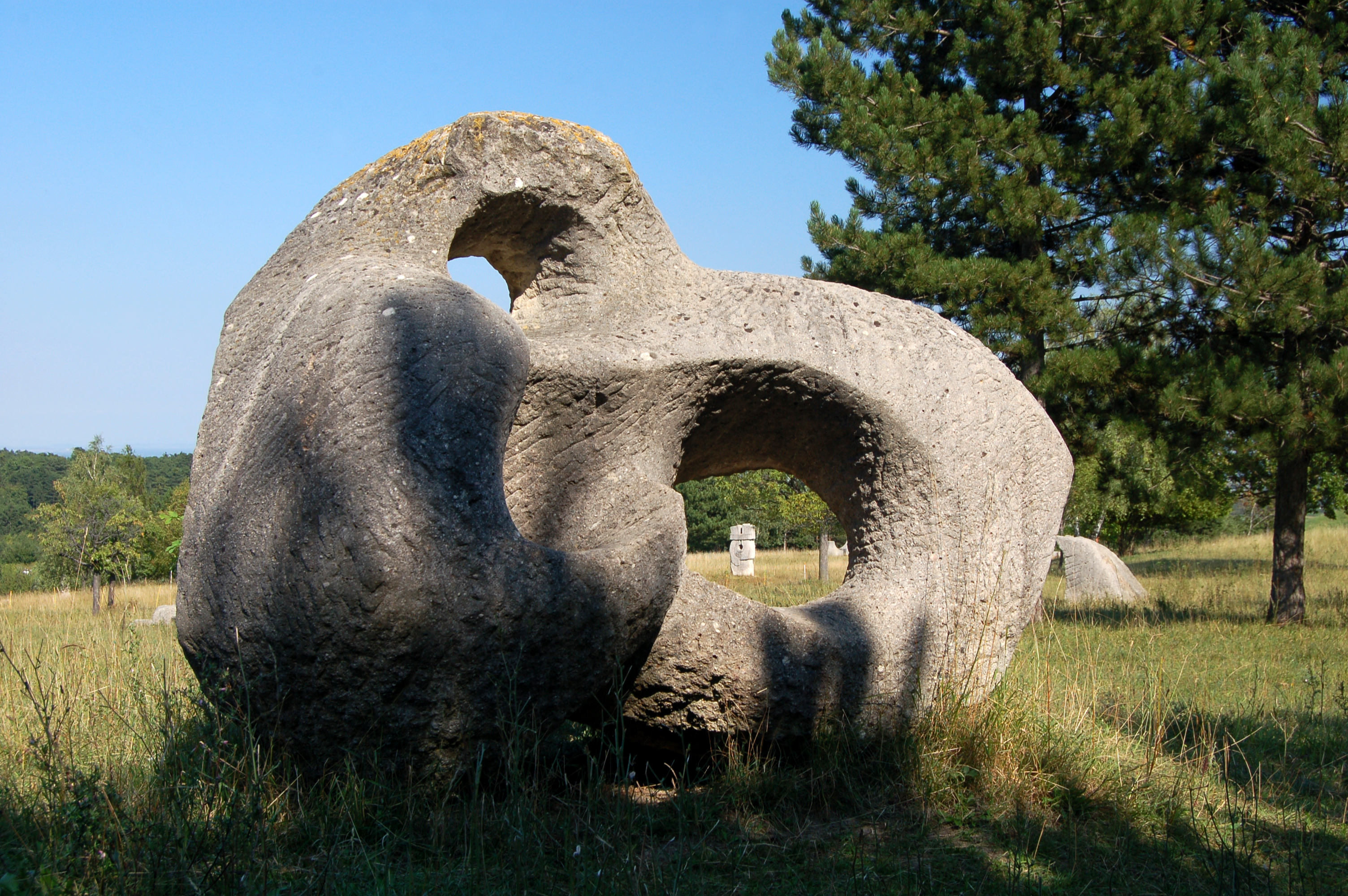
Skulptur des Ungarn Laszlo Kutas (1971), im Hintergrund eine Skulptur des Japaners Takera Narita (1968)

- Kroum Dimitrov Damjanov (Bulgarien)
- Peter Günther Holowka (Österreich)
- Franz Katzgraber (Österreich)
- Gero Müller-Goldegg (Deutschland)
- Takera Narita (Japan)

1969
- Mathias Hietz (Österreich)
- Gero Müller-Goldegg (Deutschland)
- Hidekazu Yokozawa (Japan)
- Osamu Nakajima (Japan)
- Herbert Wasenegger (Österreich)
- Claudio Capotondi (Italien)
- Matija Vukovic (Jugoslawien)
- Oswald Stimm (Österreich)
- Otto Eder (Österreich)
- Gottfried Höllwarth (Österreich)
- Stephan Kamenyeczky (Österreich)

1970
- Mathias Hietz (Österreich)
- Jörg Schwarzenberger (Österreich)
- Franz Katzgraber (Österreich)
- Jiro Sugawara (Japan)
- Hermann Walenta (Österreich)
- Gerhard Class (Kanada)
- Maciej Szankowski (Polen)
- Gerhard Laber (Österreich)
- Shigeru Shindo (Japan)
- Fritz Pilz (Österreich)
- Johann Reischer (Österreich)

1971
- Mathias Hietz (Österreich)
- Hermann Klinger (Österreich)
- Kroum Dimitrov Damjanov (Bulgarien)
- Johann Reischer (Österreich)
- Wolfgang Haidinger (Österreich)
- Laszlo Kutas (Ungarn)
- Hiroshi Ohnari (Japan)
- Kou Wakabayashi (Japan)
- Takane Watanabe (Japand)

1972
- Hannes Turba (Österreich)
- Mack Beal (USA)
- Dominique Stroobant (Belgien)
- Roland Berger (Österreich)
- Gerald Matzner (Österreich)
- Fumihiko Takashima (Japan)

1973
- Mathias Hietz (Österreich)
- Johann Reischer (Österreich)
- Wolfgang Haidinger (Österreich)
- Heinrich Richner (Schweiz)
- Leopold Schabauer (Österreich)

Skulpturen entstanden durch:
- Antoniu Eberwein (Rumänien)
- Walter Angerer (Österreich)
- Valentina Bostina (Rumänien)
- Takeshi Tanabe (Japan)
- Fumihito Takashima (Japan)

1974
Mit der Gestaltung des Kommunikationszentrums auf dem Symposiongelände waren befasst:
- Mathias Hietz (Österreich)
- Hidekazu Yokozawa (Japan)
- Shigeru Shindo (Japan)
- Johann Reischer (Österreich)
- Laszlo Kutas (Ungarn)
- Hiroshi Ohnari (Japan)
- Valentina Bostina (Rumänien)

Skulpturen entstanden durch:
- Wolfgang Haidinger (Österreich)
- Georg Apostu (Rumänien)
- John Worth (Australien)

1975
Die Gestaltung des Kommunikationszentrums wurde fortgesetzt durch:
- Franz Katzgraber (Österreich)
- Mathias Hietz (Österreich)
- Johann Reischer (Österreich)
- Paul Aschenbach (USA)
- Terry Dinnan (USA)
- Robert Vesely (USA)
- Yoshitada Fukuda (Japan)
- Ei Maruyama (Japan)
- Vasile Rus-Batin (Rumänien)
- Shigeru Shindo (Japan)

Einzelskulpturen entstanden durch:
- Ernest Joachim (Niederlande)
- Karoly Ocsai (Ungarn)
- Terry Dinnan (USA)

Land Art „Gesteinsbearbeitung“ entstand durch:
- Paul Aschenbach (USA)
- Terry Dinnan (USA)
- Paul Vesely (USA)

1976
Gestaltungsarbeiten am Kommunikationszentrum entstanden durch:
- Mathias Hietz (Österreich)
- Franz Katzgraber (Österreich)
- Johann Reischer (Österreich)

Gemeinschaftsarbeiten führten zum Thema „Gesteinsformation“ durch:
- Gerhard Class (Kanada)
- Hiromi Akiyama (Japan)
- Adolf Ryska (Polen)

Gemeinschaftsarbeiten führten zum „Steinfluss“ durch:
- Hidekazu Yokozawa (Japan)
- Shigeru Shindo (Japan)
- Robert Vesely (USA)

Einzelskulpturen führten aus:
- George Apostu (Rumänien)
- Peter Paul Tschaikner (Österreich)
- Barbara Valenta (USA)

Weitere Teilnehmer waren:
- Robin van Lear (Kanada)
- Jesse Rhineheart (USA)
- Sven Sorensen (Kanada)

### 1977 bis 1986
1977
Das Thema Gemeinschaftsarbeit wurde fortgesetzt:
„Landschaftsteppich“:
- Franz Katzgraber (Österreich)
- Brad Goldberg (USA)
- Akiji Nakamura (Japan)
- Tatsumi Oki (Japan)
- Masaharu Takahashi (Japan)

Einzelskulptur führte aus:
- Franz Xaver Hauser (Österreich)

1978
Gemeinschaftsarbeit in der Landschaft „Säulen“ führten durch:
- Mathias Hietz (Österreich)
- Tomou Kobori (Japan)
- Franz Katzgraber (Österreich)
- Jun Ohara (Japan)

Einzelskulpturen führten aus:
- Angel Iwanow (Bulgarien)
- Choukiri Chaouki (Libanon)
- Joszef Seregi (Ungarn)
- Elena Hagira (Rumänien)
- Tim Sonhard (Deutschland)

1979
Das Thema Landschaftsgestaltung wurde in Suwako in Japan durch die Künstler des Symposions Lindabrunn fortgesetzt.
Die Leitung dieses Symposions hatte Hidekazu Yokozawa aus Japan
Teilnehmer waren:
- Mathias Hietz (Österreich)
- Franz Katzgraber (Österreich)
- Paul Aschenbach (USA)

1980
Bei den Arbeiten im Kommunikationszentrum Lindabrunn konzentrierten sich die Bildhauer auf das Gelände des Symposionplatzes in Lindabrunn. Im Jahre 1980 wurde die Idee an anderen Ort Bildhauerkunst zur Platzgestaltung fortgesetzt und eine gemeinschaftliche Platzgestaltung in Wien-Liesing durch die Bildhauer durchgeführt.
- Mathias Hietz (Österreich)
- Robert Vesely (USA)
- Jun Ohara (Japan)
- Dimtcho Pavlov (Bulgarien)
- Yoshio Yagi (Japan)
- Thimotheo Heraud (Neuseeland)
- Philip Wilson (Neuseeland)
- Lab Wilson (Neuseeland)
- Eliecer Gonzales (Israel)

1981
Gemeinschaftsarbeit Spielplatz Enzesfeld – Lindabrunn:
- Mathias Hietz (Österreich)
- Franz Katzgraber (Österreich)
- Jun Ohara (Japan)
- Philip Wilson (Neuseeland)
- Hermes Rossato (Österreich)
- Hiroshi Sato (Japan)
- Haruko Yashita (Japan)
- Zoltán Pál (Ungarn)
- Kurt Redl (Österreich)

1982
Gemeinschaftsarbeit Spielplatz Enzesfeld – Lindabrunn:
- Mathias Hietz (Österreich)
- Bojan Radoslav (Bulgarien)
- Dominique Labauvie-Schneider (Frankreich)
- Antonius Mijsbergh (Niederlande)
- Hironori Katagiri (Japan)
- Peter Roller (Slowakei)
- Johannes Schawerda (Österreich)
- Mehmet Uyanik (Türkei)
- Franz Katzgraber (Österreich)

Gemeinschaftsarbeit Spielplatz Lindabrunn – Planung:
- Jun Ohara (Japan)
- Peter Hietz (Österreich)

1983
Planung für die Gestaltung des Krankenhausgeländes in Baden:
- Mathias Hietz (Österreich)
- Robert Vesely (USA)
- Hronori Katagiri (Japan)
- Dieter Dietze (Deutschland)
- Lajos Papi (Ungarn)
- Peter Vogt (Deutschland)
- Peter Steinbach (Österreich)
- Istvan Toth (Ungarn)

Gestaltung des Umraumes des Symposionhauses:
- Mathias Hietz (Österreich)
- Robert Vesely (USA)
- Dieter Dietze (Deutschland)
- Lajos Papi (Ungarn)
- Peter Vogt (Deutschland)
- Peter Steinbach (Österreich)

Fresco am Symposionhaus:
- Günther Kraus (Österreich)

1984
Gestaltung des Krankenhausgeländes in Baden:
- Mathias Hietz (Österreich)
- Hidekazu Yokozawa (Japan)
- Jun Ohara (Japan)
- Masayuki Nagase (Japan)
- Yoshio Yagi (Japan)
- Philip Wilson (Neuseeland)
- Zoltán Pál (Ungarn)
- Kurt Redl (Österreich)
- Antonius Mijsbergh (Niederlande)
- Hironori Katagiri (Japan)
- Peter Roller (Slowakei)
- Peter Vogt (Deutschland)
- Takaro Gomi (Japan)
- Eichi Kobayashi (Japan)
- Britta Wilson (Neuseeland)
- Jan Timmer (Niederlande)
- Peter Kovacs (Ungarn)
- Maria Hietz (Österreich)
- Walter Lauterer (Österreich)
- Stefan Toth (Tschechien)

1985
Gestaltung des Spielplatzes „Freizeitgelände Lindabrunn“:
- Mathias Hietz (Österreich)
- Hironori Katagiri (Japan)
- Peter Roller (Slowakei)
- Josef Jankovic (Tschechien)
- Emil Popov (Bulgarien)
- Fumio Naito (Japan)
- Illarion Gallant (Kanada)
- Alexander Calinesen-Arghira (Rumänien)
- Gerhard Martin (Österreich)
- Mitsunori Koike (Japan)

1986
Gestaltung des Spielplatzes „Freizeitgelände Lindabrunn“:
- Mathias Hietz (Österreich)
- Hironori Katagiri (Japan)
- Peter Kovacs (Ungarn)
- Peter Roller (Slowakei)

### 1987 bis 1997
1987
Planung für die Landeshauptstadt in St. Pölten/Regierungsviertel:
- Mathias Hietz (Österreich)
- Hidekazu Yokozawa (Japan)
- Johann Reischer (Österreich)
- Wolfgang Haidinger (Österreich)
- Robert Vesely (USA)
- Brad Goldberg (USA)
- Masayuki Nagase (Japan)
- Hironori Katagiri (Japan)
- Beverly Piersol (USA)
- Carlotte und Johannes Seidl (Österreich)

Internationales Studentensymposion mit Architekt Anton Schwaighofer.
1988

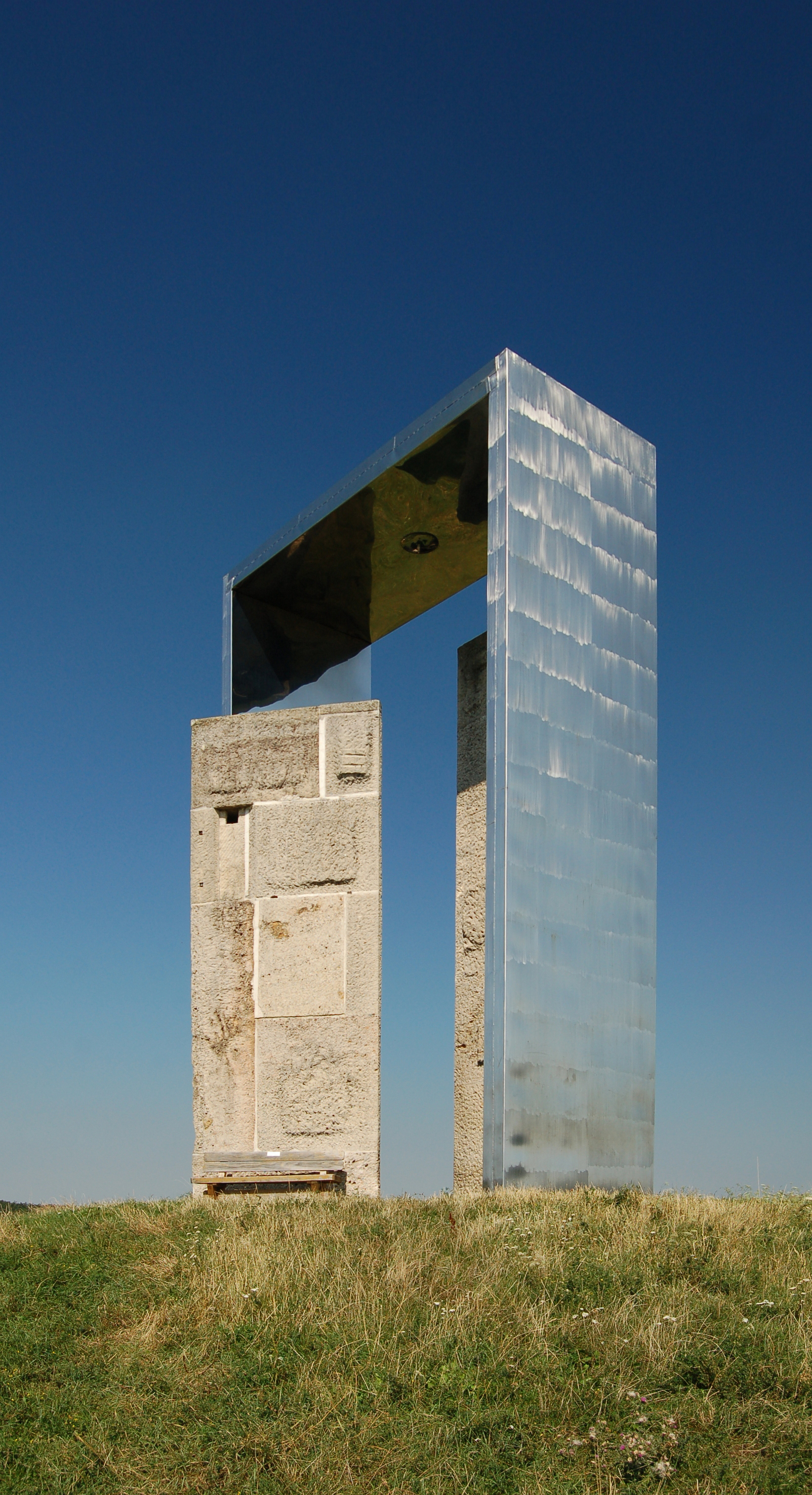
Gemeinschaftsarbeit Tor der Erkenntnis, 1988

Gestaltung der Gemeinschaftsarbeit „Tor der Erkenntnis“ im Symposiongelände:
- Mathias Hietz (Österreich)
- Kroum Dimitrov Damianov (Bulgarien)
- Johann Reischer (Österreich)
- Jun Ohara (Japan)
- Zoltán Pál (Ungarn)
- Antonius Mijsbergh (Niederlande)
- Hironori Katagiri (Japan)
- Peter Roller (Slowakei)
- Arthur Gläsner (Deutschland)
- Ulana Damianov (Bulgarien)

1989
Gestaltung der Gemeinschaftsarbeiten „Spur“:
- Ulriker Truger (Österreich)
- Dalia Meiri (Israel)
- Marguerite Blume-Cárdenas (Deutschland)
- Eileen McDonagh (Irland)
- Kate Thompson (Großbritannien)
- Jorge du Bon (Frankreich)
- Iwan Russew (Bulgarien)
- Gabriele Berger (Österreich)

1990
Gestaltung der Ortseinfahrt Enzesfeld:
- Mathias Hietz (Österreich)
- Robert Vesely (USA)
- Rustam Abrasov (Bulgarien)
- Pavol Binder (Tschechien)
- István Bószóményi (Ungarn)
- Izumi Miyazawa (Japan)
- Todor Todorov (Bulgarien)
- Götz Speyerer (Deutschland)
- Georg Miks (Österreich)

1991
Gestaltung der Einfahrt zum Symposiongelände:
- Mathias Hietz (Österreich)
- Angel Iwanow (Bulgarien)
- Emil Popov (Bulgarien)
- Jun Ohara (Japan)
- Dragan Aleksic (Jugoslawien)
- Angelika Ott (Österreich)

Einzelskulptur:
- Elena Hariga (Bulgarien)

Der Bildhauer Mathias Hietz zog sich nach 25 Jahren Arbeit im Sinne des internationalen Symposiongedankens als deren künstlerischer Leiter zurück.
1992
1. Internationales Dreiländersymposion in Rusovce, veranstaltet durch die vereinigten Symposien Bratislava, Villány und Lindabrunn:
- Mathias Hietz (Österreich)
- Antonius Mijsbergh (Niederlande)
- Bencsik István (Ungarn)
- Pavol Binder (Slowakei)
- Juraj Cutek (Slowakei)
- Colin Foster (Großbritannien)
- Tamás Gaál (Ungarn)
- Hiroshi Koyama (Japan)
- Dušan Králik (Slowakei)
- Kenichi Mashita (Japan)
- Zoltán Pál (Ungarn)
- Peter Roller (Slowakei)

1993
Gemeinschaftsarbeit: Gestaltung des Schlossparkes Bad Vöslau mit dem Thema „Wasser“:
- Antonius Mijsbergh (Niederlande)
- Peter Roller (Slowakei)
- Arthur Gläsner (Deutschland)
- Georg Miks (Österreich)
- Laszlo Kuti (Ungarn)
- Kenichi Mashita (Japan)
- Viliam Gazik (Slowakei)
- Jonathan Cox (Großbritannien)
- Jiri Šlegl

Gesamtplanung eines neuen Konzept für das Symposion in Lindabrunn:
- Mathias Hietz (Österreich)
- Hidekazu Yokozawa (Japan)
- Brad Goldberg (USA)
- Hironori Katagiri (Japan)
- Colin Foster (Großbritannien)
- Masayuki Nagase (Japan)
- John Maine (Großbritannien)

1994
Gestaltungskonzept als Gesamtgeländekonzept:
- Mathias Hietz (Österreich)
- Hidekazu Yokozawa (Japan)
- Brad Goldberg (USA)
- Hironori Katagiri (Japan)
- James Ritchie (Großbritannien)

Gemeinschaftsarbeit „Mausoleum“ im Symposiongelände:
- Jiri Beránek (Tschechien)
- Jaroslav Bím (Slowakei)
- Jiri Šlegl (Slowakei)
- Vladimir Moutelik (Slowakei)
- Bernhard Kölbersberger (Österreich)
- Karl Schreitl (Österreich)

Gemeinschaftsgestaltung „Oberer Einfahrtsbereich zum Symposiongelände“:
- Georg Miks (Österreich)
- James Ritchie (Großbritannien)
- Kodai Hihara (Japan)
- Hideo Tosaka (Japan)
- Young-Nam Park (Korea)
- Jürgen Ramacher (Österreich)
- Hiromu Sugiyama (Japan)
- Vladimir Moutelik (Slowakei)

Internationales Studentensymposion in Lindabrunn als Folgeerscheinung des Dreiländersymposions von Rusovce – Kleinplastiken:
- Zoltán Pál (Ungarn)
- Peter Roller (Slowakei)
- Georg Miks (Österreich)
- Victor Féhér (Slowakei)
- Katalin Reszonya (Ungarn)
- Gabor Miklya (Ungarn)
- Dušan Zahoranský (Slowakei)
- Robert Szittay (Slowakei)
- Dalibor Báca (Slowakei)
- Michal Moravcik (Slowakei)
- Peter Porazik (Slowakei)
- Wolfgang Dokulil (Österreich)
- Johannes Höfinger (Österreich)

1995
Planung der „Gestaltung des unteren Eingangsbereiches“:
1996
Gemeinschaftsarbeit „Untere Einfahrt zum Symposiongelände“:
- Hironori Katagiri (Japan)
- Jun Ohara (Japan)
- Georg Miks (Österreich)
- Kenichi Mashita (Japan)
- Viliam Gázik (Slowakei)
- Jan Holes (Slowakei)
- Stanislav Mikus (Slowakei)
- Nobuaki Kanamori

1997
Neulandplanung: Pflegekonzept des niederösterreichischen Landschaftsfonds mit der Aufgabe die traditionelle Kulturlandschaft im Bereich des Symposions Lindabrunn soll wiederhergestellt werden.
- Rudolf Stockinger (Österreich)
- Leo Gstrein (Österreich)
- Jürgen Thünemann (Österreich)
- Susanne Staller (Österreich)